# Lembosiella polyspora
Lembosiella polyspora är en svampart som först beskrevs av Narcisse Theophile Patouillard, och fick sitt nu gällande namn av Pier Andrea Saccardo 1891. Lembosiella polyspora ingår i släktet Lembosiella och familjen Microthyriaceae.   Inga underarter finns listade i Catalogue of Life.